# Kanadische Badmintonmeisterschaft 1993
Die Kanadische Badmintonmeisterschaft 1993 fand vom 29. April bis zum 1. Mai 1993 in Charlottetown statt.

## Medaillengewinner
| Disziplin    | Gold                          | Silber                            | Bronze                               |
| ------------ | ----------------------------- | --------------------------------- | ------------------------------------ |
| Herreneinzel | David Humble                  | Iain Sydie                        | Jean Philippe Goyette                |
| Herreneinzel | David Humble                  | Iain Sydie                        | Jaimie Dawson                        |
| Dameneinzel  | Si-an Deng                    | Denyse Julien                     | Caroline Thorn                       |
| Dameneinzel  | Si-an Deng                    | Denyse Julien                     | Milaine Cloutier                     |
| Herrendoppel | Bryan Blanshard Mike Bitten   | Anil Kaul David Humble            | Brent Olynyk Darryl Yung             |
| Herrendoppel | Bryan Blanshard Mike Bitten   | Anil Kaul David Humble            | Iain Sydie Andrew Muir               |
| Damendoppel  | Si-an Deng Denyse Julien      | Milaine Cloutier Robbyn Hermitage | Marie-Helene Loranger Caroline Thorn |
| Damendoppel  | Si-an Deng Denyse Julien      | Milaine Cloutier Robbyn Hermitage | Sarah Gibbins Kara Solmundson        |
| Mixed        | Bryan Blanshard Denyse Julien | Anil Kaul Si-an Deng              | Fred D’Amours Heather Ostrom         |
| Mixed        | Bryan Blanshard Denyse Julien | Anil Kaul Si-an Deng              | Jaimie Dawson Robbyn Hermitage       |